# Benin City
Benin City er en by i det nuværende Nigeria med omkring  1.087.000 indbyggere (2006) . Det er hovedsted i delstaten Edo, og  fik Universitet i 1970, og er både katolsk og protestantisk bispesæde.
Byen har været beboet siden  900-tallet, og var hovedstad i edofolkets kongerige Benin. Den var et berygtet centrum for slavehandel. Den blev ødelagt, plyndret og  annekteret af det Britiske imperium i 1897. Byen er fra gammel tid kendt for skulpturer og kunsthåndværk  i bronze, elfenben og træ. 
Byen var hovedstad i den meget kortlivede selvudråbte  Republikken Benin (som fik navn  efter byen). Denne stat eksisterede kun i godt et  døgn mellem den 19-20 september 1967. Det gør Benin City til verdenshistoriens mest kortlivede hovedstad.  
Republikken Dahomey tog navnet "Benin" i 1975.